# Io e il mare
Io e il mare è il quarto album (LP) di Umberto Bindi, datato 1976. Gli arrangiamenti sono di Bruno Battisti D'Amario. L'album contiene ben quattro brani orchestrali.

## Tracce
1. L'alba, strumentale
2. Io e il mare
3. Il ragazzo dell'isola, strumentale
4. Flash
5. Estasi, strumentale
6. Genova
7. Albatros
8. Bogliasco notturno, strumentale